# Manuel Benavides Canduela
Manuel Francisco Benavides Canduela (Arequipa, 1822-Lima, 13 de septiembre de 1893) fue un abogado, funcionario público y político peruano. Fue presidente del Senado durante la legislatura de 1872-1873 y ministro de Gobierno y Policía en 1876.

## Biografía
Fue hijo de Tadeo Benavides y Vílchez, y de María Lucila Canduela.
Estudió Derecho en la Universidad Nacional de San Agustín de Arequipa, y se recibió de abogado.
Se sumó a la Revolución Liberal de 1854 que en Arequipa inició el general Ramón Castilla. Por su desempeño como comisario ordenador, fue destinado a la administración de la aduana de Islay, con la misión de acopiar recursos para las tropas revolucionarias.
Fue elegido diputado por la provincia de Islay (1858-1862). Luego ejerció como contador y administrador de la aduana del Callao.
Nuevamente fue elegido parlamentario, esta vez  como senador por el departamento de Arequipa (1868-1875). Fue miembro de la comisión permanente del Senado de 1868 a 1872 y presidente del Senado en la legislatura de 1872 a 1873. Fue miembro de la comisión permanente del Congreso (1868-1872). Fue reelegido en 1872 y ejerció su senaduría hasta 1876.
El 2 de agosto de 1876, al inaugurarse el segundo gobierno de Mariano Ignacio Prado, juró como ministro de Gobierno y Policía, formando parte del gabinete ministerial presidido por Antonio Arenas. A raíz de unos tumultos que hubo en Lima, provocado por los anticivilistas (o contrarios al Partido Civil), el Senado votó a favor de una moción de censura contra Arenas y Benavides. El gabinete en pleno se vio obligado a renunciar el día 20 de agosto, y no fue sino hasta el día 26 en que el gobierno aceptó la renuncia. No había llegado ni al mes de su juramentación.
Posteriormente, fue director de la Sociedad de Beneficencia Pública de Lima (1876) y presidente del Tribunal Mayor de Cuentas (1878-1886).
Formó parte de la primera junta directiva del Partido Nacional, fundado por ex civilistas y ex pierolistas. Los otros integrantes fueron: general Manuel González de la Cotera, coronel Foción Mariátegui y Palacio, coronel Mariano Lino Cornejo, Francisco de Paula Secada, Manuel Tafur, José Félix Castro, Luciano Benjamín Cisneros, Mariano Felipe Paz Soldán, Juan Francisco Pazos, Alejandro Arenas, José L. Haedo y Buenaventura Elguera (1877).
Durante la guerra del Pacífico, fue comisario ordenador y comandante general de una división de la reserva presidente del Concejo Departamental de Lima y vocal del Tribunal de Responsabilidad.